# Ri Jun-il
Ri Jun-il ((리준일?, 李俊一?); Kaesŏng, 24 agosto 1987) è un calciatore nordcoreano, difensore del Sobaeksu.